# ドライブ・ゲーム
『ドライブ・ゲーム』は、1964年10月30日から1969年3月28日まで日本テレビ系列局で放送されていた日本テレビ製作のゲームバラエティ番組である。和菓子メーカー・ひよ子の一社提供。

## 概要
遊園地などにあるゴーカートをスタジオに持ち込んで行われていた公開形式の視聴者参加型番組で、一般からの参加者たちが優勝を目指して競いあっていた。司会は、当時日本テレビのアナウンサーだった久保晴生と徳光和夫が務めていた。
参加者たちは2人1組＋各回のゲストとチームを組んで出場。出場チームは4組。子供たちへの交通安全教育指導が番組の企画コンセプトになっていたが、参加者の応募制限は特に無く、年齢・性別を問わずに出場することができた。ゲームは「リモートコントロールカー・ゲーム」「シミュレーター・ゲーム」「豆自動車ゲーム」の3つ。参加者たちにはひよ子の和菓子が記念品として贈呈されていた。
なお、ひよ子の本社は福岡県にあるが、番組放送当時は同エリアから日本テレビ系フルネット局が消滅していた（福岡放送#福岡県と日テレ系参照）。この番組が同エリアではどのような形で放送されていたのか（番組販売されていたのか、放送自体が無かったのか）は不明。

## 放送時間
いずれも日本標準時。
- 金曜 18:15 - 18:45 （1964年10月30日 - 1965年12月24日）
- 金曜 18:00 - 18:30 （1966年1月7日 - 1969年3月28日）